# Historia de Nueva York (1665-1783)
La historia de la ciudad de Nueva York (1665-1783) comenzó con el establecimiento del dominio inglés sobre la Nueva Ámsterdam holandesa y Nuevos Países Bajos. A medida que se desarrollaba la recién renombrada Ciudad de Nueva York y las áreas circundantes, había un sentimiento de independencia creciente entre algunos, pero el área estaba decididamente dividida en sus lealtades. El sitio de la moderna ciudad de Nueva York fue el teatro de la Campaña de Nueva York, una serie de batallas importantes en la primera Guerra de Independencia. Después de eso, la ciudad estuvo bajo ocupación británica hasta el final de la guerra y fue el último puerto que los barcos británicos evacuaron en 1783.

## Período inglés temprano

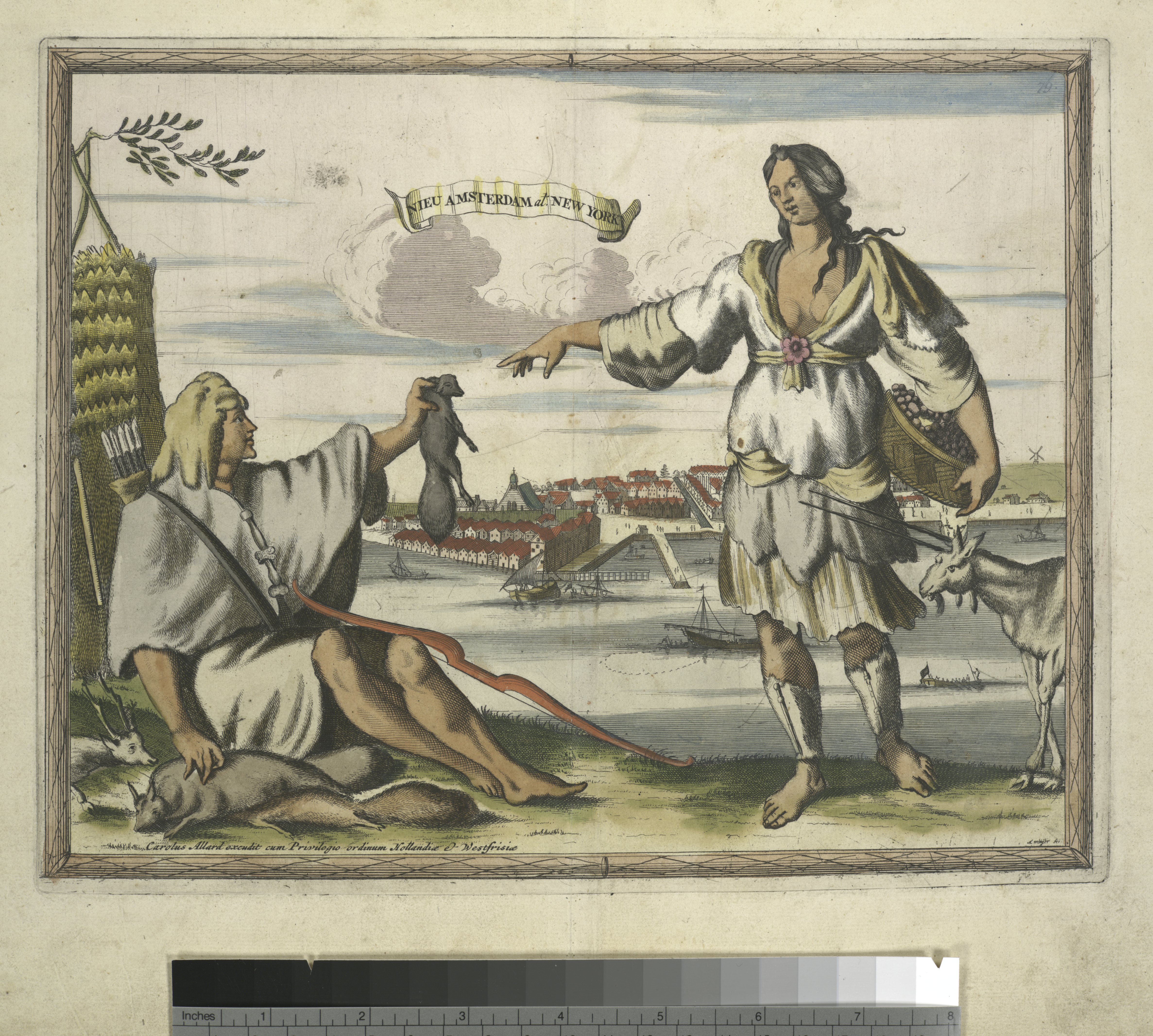
El comercio de pieles fue una de las razones por las que se desarrolló un centro urbano

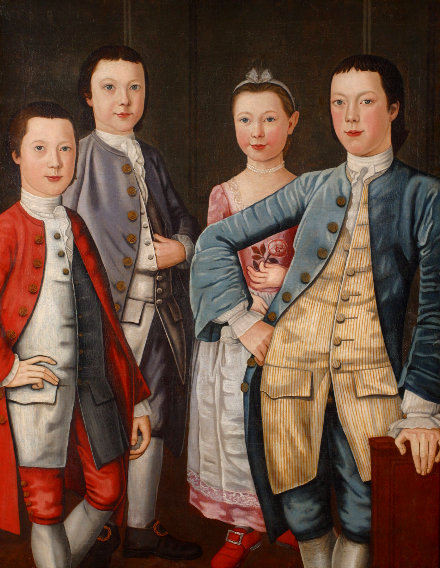
Los colonos de Nueva Ámsterdamse mezclaron en la nueva colonia inglesa. Los niños de Rapalje, 1768, hijos de comerciante de ascendencia temprana de Nueva Ámsterdam

Los ingleses habían rebautizado la colonia como Provincia de Nueva York, en honor al hermano del rey, Jacobo II de Inglaterra y, el 12 de junio de 1665, designaron a Thomas Willett como el primero de los alcaldes de Nueva York. La ciudad creció hacia el norte y siguió siendo la ciudad más grande e importante de la provincia de Nueva York, convirtiéndose en la tercera más grande del Imperio Británico después de Londres y Filadelfia. 
Los holandeses recuperaron la colonia brevemente en 1673, y finalmente la perdieron definitivamente ante los ingleses en 1674 después de la Tercera Guerra Anglo-Holandesa.
La rebelión de Leisler, un levantamiento en el que el capitán de la milicia Jacob Leisler tomó el control de la parte baja de Nueva York de 1689 a 1691, ocurrió en medio de la Revolución Gloriosa de Inglaterra. Reflejaba el resentimiento colonial contra el rey Jacobo II, quien en los años 1680 decretó la formación de las provincias de Nueva York, Nueva Jersey y el Dominio de Nueva Inglaterra como colonias reales, con Nueva York designada como capital. La autoridad real fue restaurada en 1691 por las tropas inglesas enviadas por el sucesor de James, Guillermo III.
Nueva York fue cosmopolita desde el principio, establecida y gobernada en gran parte como un puesto comercial estratégico. Un visitante durante el período revolucionario temprano escribió que "los habitantes son en general enérgicos y animados", las mujeres eran "guapas", registró, al igual que otros nuevos en la ciudad, aunque, agregó, "duele bastante el ojo europeo ver tantos esclavos negros en las calles ". Hubo numerosos matrimonios de personas de diferentes grupos étnicos.
Sin embargo, en los años 1730, más de las tres cuartas partes de los hombres y mujeres holandeses todavía se casaban dentro de sus propios grupos, aunque en este punto había una generación de niños de ascendencia europea mixta. La libertad de culto fue parte de la fundación de la ciudad, y el juicio por difamación en 1735 de John Peter Zenger, editor del New-York Weekly Journal estableció el principio de libertad de prensa en las colonias británicas. Los judíos sefardíes expulsados del Brasil holandés después de la reconquista portuguesa fueron bienvenidos en Nueva York cuando el gobernador se dio cuenta de su valor y les concedió exenciones de las restricciones impuestas a los judíos.
La insurrección de esclavos de Nueva York de 1741 planteó acusaciones de incendio provocado y conspiración. Muchos esclavos fueron ejecutados por cargos poco claros.

## Revolución
La ciudad fue la base de las operaciones británicas en la Guerra franco-india (el teatro norteamericano de la Guerra de los Siete Años) de 1754 a 1763. Ese conflicto unió a las colonias por primera vez en defensa común y, además, eliminó la principal amenaza militar de la que los colonos habían confiado en Gran Bretaña para defenderlos. Cuando dos años después de la conclusión de esa guerra en 1765, el Parlamento británico impuso una Ley de sellos para aumentar los gastos locales para defender las colonias, los delegados de nueve colonias se reunieron para el Congreso de la Ley del Sello y protestaron en lo que más tarde se conocería como Federal Hall en Manhattan.

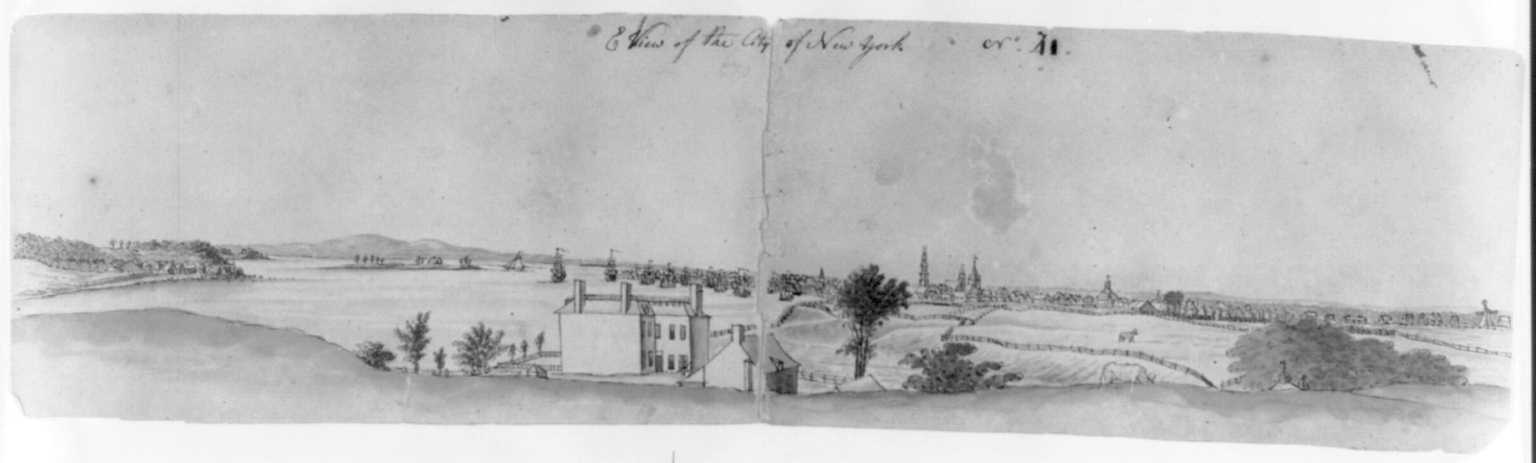
Un dibujo de Nueva York, creado en los años 1770. Trinity Church en Wall Street es visible en la distancia.

Los Hijos de la Libertad, un grupo patriota secreto y a veces violento, formó capítulos en Nueva York y otras ciudades y amedrentó a los oficiales reales. También se enfrentó a los británicos en levantamiento de postes de la libertad en lugares públicos prominentes (ver Batalla de Golden Hill), desde la derogación de la Ley del Sello en 1766 hasta el control rebelde de la ciudad en 1775. Los postes, a menudo cuando se colocaba un dispositivo de señalización como una gorra roja en su parte superior, servían como puntos de reunión para las asambleas públicas para protestar contra el gobierno colonial. La ciudad fue el lugar principal de resistencia política organizada en la forma del Comité de los Sesenta y luego el Congreso Provincial de Nueva York. Tras la primera lectura de la Declaración de Independencia, se derribó la estatua del rey Jorge III en Bowling Green y luego fue convertida en balas de mosquete. Sin embargo, la ciudad era un semillero de fervor real y probablemente tenía una mayor proporción de conservadores que cualquier otro lugar en las colonias antes de las hostilidades, aunque probablemente todavía no alcanzaba la mayoría.
El general George Washington y sus tropas se trasladaron a defender Manhattan y el puerto de Nueva York en 1776. Antes de que aproximadamente un tercio de la población de Nueva York huyera del combate esperado, el Ejército Continental se topó con una gran ciudad rica, un bullicioso centro de comercio, construcción naval y comercio marítimo. La ciudad había sido construida para el tránsito y el comercio marítimo, y la única conexión de Manhattan con el continente era el estrecho puente de madera King's sobre el río Harlem, a casi 11 millas al norte de la ciudad y los transbordadores que cruzaban el río Norte (Hudson). La mayor parte de la población de 20 000 habitantes estaba apiñada en un área de menos de una milla cuadrada cerca de los muelles del East River y el puerto de Nueva York.
Los comerciantes, corredores de bolsa y marineros de la ciudad trajeron consigo una gran riqueza. Henry Knox escribió a su esposa admirando los "magníficos" carruajes de caballos y los muebles finos de los neoyorquinos, pero condenando su "falta de principios", "orgullo y vanidad", "blasfemia" e "insufrible" toryismo. Las formas libres de Manhattan crearon un ambiente de lenguas sueltas y mujeres sueltas. Un joven capellán presbiteriano "se preocupó de las consecuencias para la causa estadounidense de que tantos de todos los rangos usualmente tomaran el nombre del Señor en vano". "Pero ay, el juramento abunda, todas las clases juran", lamentó.
La abundancia de prostitutas en Nueva York (había 500 mujeres ejerciendo ese oficio en 1776) llamó la atención de los soldados continentales de tendencia puritana, incluido Washington. Del teniente Isaac Bangs de Massachusetts llega uno de los relatos más completos de la prostitución en la América revolucionaria; tenía un título en medicina de Harvard y se encargó de recorrer el distrito de burdeles para inspeccionar las condiciones de salud del vecindario. Según su relato, "nada podía superarlas en descaro e inmodestia" y "cuanto más las conocía, más sobresalían en su brutalidad".
El 22 de abril, apenas una semana después de la llegada del Ejército Continental a la ciudad, dos soldados fueron encontrados muertos escondidos en un burdel, un cadáver "castrado de manera bárbara", informó Bangs. Los soldados hicieron estragos en el distrito de burdeles "en furiosa represalia". El general Washington condenó todo ese "comportamiento desenfrenado" y ordenó patrullas militares en el distrito, un estricto toque de queda y otras restricciones. El general Washington entendió la importancia estratégica crucial de Nueva York y sus vías fluviales para el esfuerzo bélico, pero "había visto lo suficiente de Nueva York en visitas anteriores como para no gustarle y desconfiar de la ciudad como el lugar más pecaminoso de Estados Unidos, una vista no infrecuente."

## Guerra de Independencia
El general Washington conjeturó correctamente que después de su derrota en el Sitio de Boston, la estrategia británica sería dividir las colonias capturando el puerto estratégico y las vías fluviales de Nueva York. Luego comenzó a fortificar la ciudad y tomó el mando personal del Ejército Continental en Nueva York en el verano de 1776.

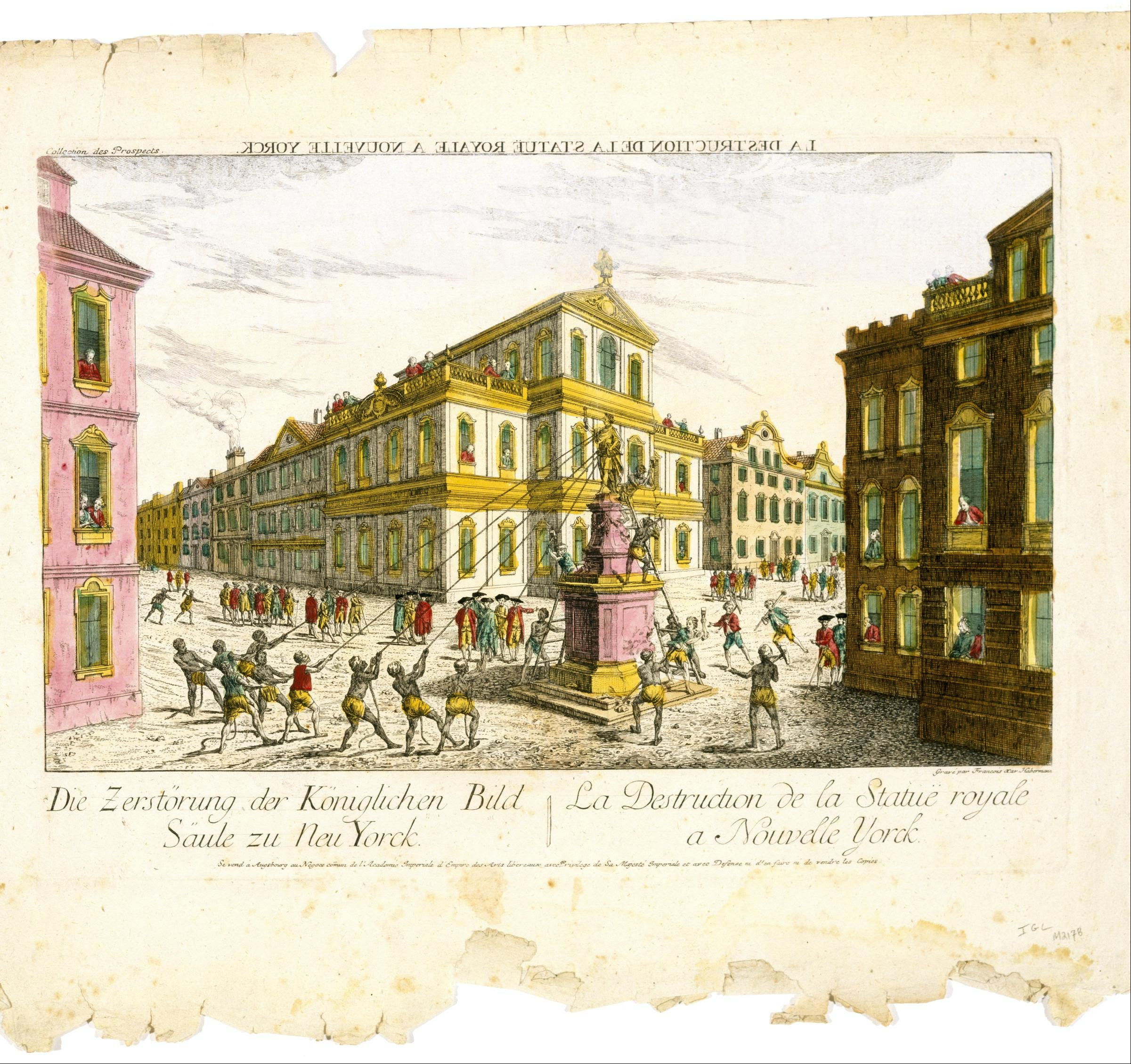
Los neoyorquinos derriban la estatua del rey en Nueva York

Cinco batallas que componen la Campaña de Nueva York se libraron alrededor de los límites de la ciudad a fines de 1776, comenzando con la Batalla de Long Island en Brooklyn el 27 de agosto, la más grande de toda la guerra. Una cuarta parte de las estructuras de la ciudad fueron destruidas en el Gran Incendio el 21 de septiembre, unos días después del Desembarco Británico en Kip's Bay y la Batalla de Harlem Heights, la única victoria estadounidense en esta parte de la campaña, pero haciendo mucho para mejorar la moral. y mantener unido al ejército. Tras el incendio altamente sospechoso, las autoridades británicas detuvieron a decenas de personas para interrogarlas, incluido Nathan Hale, que fue ejecutado un día después por cargos de espionaje no relacionados. La conquista británica de Manhattan se completó con la caída de Fort Washington y la evacuación de Fort Lee (en la costa occidental del río Hudson en Nueva Jersey) el 16 de noviembre de 1776, y posteriormente mantuvieron la ciudad sin desafío hasta 1783. El mayor general James Robertson, comandante a cargo de la ciudad, confiscó las casas de los rebeldes que se habían ido y las distribuyó a los oficiales británicos.

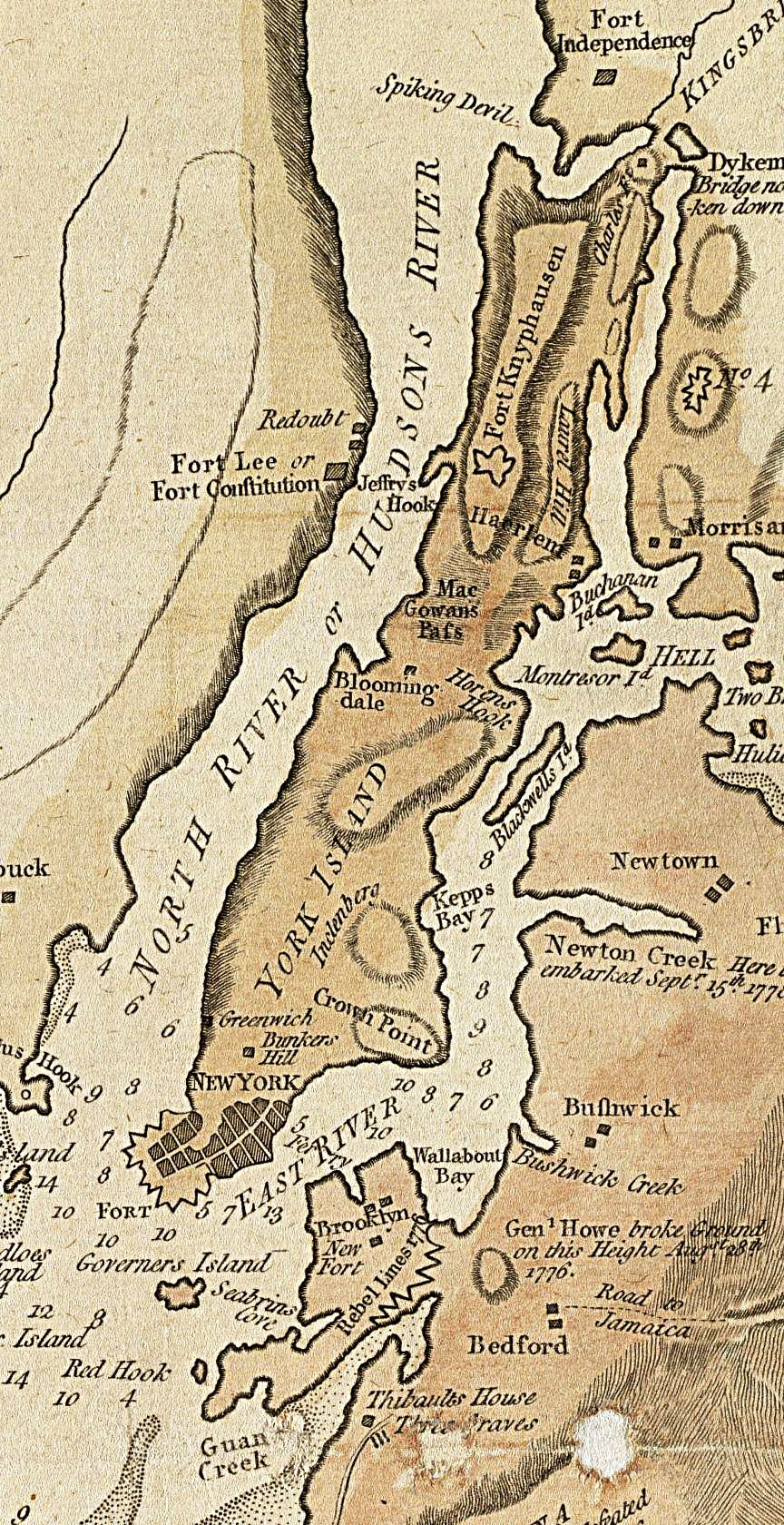
Manhattan y sus alrededores, al final de la guerra

Los primeros éxitos militares británicos dieron como resultado la ocupación militar de la ciudad y el éxodo de los patriotas restantes combinados con una gran afluencia de refugiados leales de todas las antiguas colonias, lo que hizo que la ciudad fuera sólidamente leal durante el resto de la ocupación británica. La ciudad se convirtió en el centro de operaciones político y militar británico durante el resto del conflicto. Con este propósito, en 1782 se dibujó el mapa ahora conocido como el Mapa de la Sede Británica, el mejor mapa de la condición en gran parte natural y sin ingeniería de la isla de Manhattan.
El estatus de la ciudad como nexo británico la convirtió en el centro de atención de la red de inteligencia de Washington. Los prisioneros estadounidenses fueron retenidos en condiciones deliberadamente inhumanas en los barcos prisión británicos en descomposición en la cercana bahía de Wallabout en el East River entre Nueva York y Brooklyn (futuro Monumento a los Mártires del Barco Prisión en Fort Greene Park) durante gran parte de la guerra. La política de hacer insoportables las condiciones de las cárceles fue aparentemente para alentar a los soldados a ofrecerse como voluntarios para unirse a la marina británica como alternativa.
El aniversario del Día de la Evacuación, en el que las últimas tropas británicas y muchos partidarios y colaboradores conservadores partieron en noviembre de 1783, se celebró durante mucho tiempo en Nueva York.

## Convulsión social
Cuando los británicos se marcharon en 1783, se llevaron a muchos leales, incluidos destacados empresarios, abogados, financieros y clérigos. La Iglesia Anglicana había sido especialmente poderosa en la época colonial y comenzó a perder gran parte de su influencia en el área a medida que muchos miembros prominentes se marchaban. Perdió su financiación de la Sociedad Británica para la Propagación del Evangelio, poco después fue desestablecida por el estado en 1784 y, por lo tanto, perdió el control de King's College (ahora Universidad de Columbia). La ciudad era más democrática y mucho más abierta a emprendedores ambiciosos de clase media y entornos pobres.